# Nolan Gould

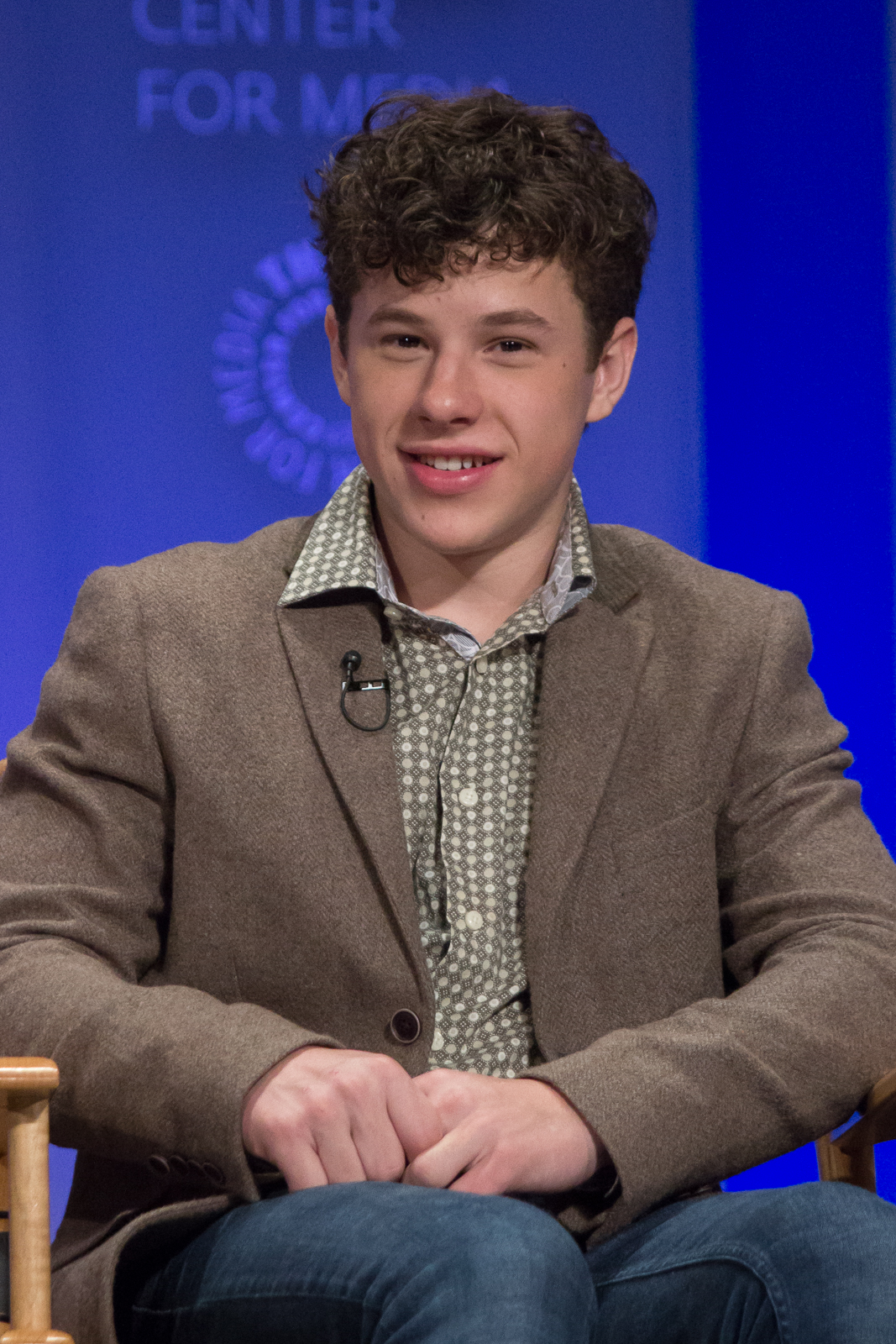
Nolan Gould (2015)

Nolan Gould (* 28. Oktober 1998 in New York City, New York) ist ein US-amerikanischer Schauspieler.

## Karriere
Nolan Gould begann seine Schauspielkarriere im Alter von drei Jahren als Darsteller in der Werbung. Nach Episodenrollen in Serien wie America’s Most Wanted oder Eleventh Hour, erlangte er den Durchbruch durch seine durchgehende Rolle in der Comedy-Serie Modern Family.
Gould ist Mitglied der Hochbegabtenvereinigung Mensa.

## Filmografie

### Fernsehen
- 2007: America’s Most Wanted (1 Folge)
- 2007: Out of Jimmy’s Head (2 Folgen)
- 2008: Sweet Nothing in My Ear (Fernsehfilm)
- 2008: Eleventh Hour – Einsatz in letzter Sekunde (Eleventh Hour) (1 Folge)
- 2009–2020: Modern Family
- 2010: Meine Schwester Charlie (Good Luck Charlie) (1 Folge)
- 2011: R.L. Stine’s The Haunting Hour (1 Folge)
- 2022: Grey’s Anatomy

### Film
- 2006: The McPassion
- 2006: Waiting Room
- 2007: Have a Nice Death
- 2007: Sunny & Share Love You
- 2008: Montana
- 2009: Space Buddies – Mission im Weltraum (Space Buddies)
- 2010: Hysteria
- 2011: Freunde mit gewissen Vorzügen (Friends with Benefits)
- 2012: Ghoul
- 2023: Miranda’s Victim